# The Burial of Kojo
Pour plus de détails, voir Fiche technique et Distribution.
The Burial of Kojo est un film ghanéen réalisé par Blitz Bazawule, sorti en 2018.

## Synopsis
À la suite d'une vieille rivalité amoureuse, Kwabena décide de se venger de son frère Kojo dans un puits de mine. Esi, la fille de Kojo, part à la recherche de son père.

## Fiche technique
- Titre : The Burial of Kojo
- Réalisation : Blitz Bazawule
- Scénario : Blitz Bazawule
- Musique : Blitz Bazawule
- Photographie : Michael Fernandez
- Montage : Blitz Bazawule et Kwaku Obeng Boateng
- Production : Ama Abebrese et Blitz Bazawule
- Société de production : Wheel Barrow Productions
- Pays de production :  Ghana et  États-Unis
- Genre : Drame et thriller
- Durée : 80 minutes
- Dates de sortie : 
  - Ghana : 1er décembre 2018
  - Netflix : 31 mars 2019

## Distribution
- Joseph Otsiman : Kojo
- Mamley Djangmah : Ama
- Kobina Amissah-Sam : Kwabena
- Ama Abebrese : la narratrice
- Cynthia Dankwa : Esi
- Henry Adofo : Apalu
- Anima Misa : Nana
- Brian Angels : le sergent Asare
- Joe Addo : le détective Koomson
- Zalfa Odonkor : Adwoa

## Accueil
Le film a reçu un accueil très favorable de la critique. Il obtient un score moyen de 93 % sur Metacritic.

## Distinctions
Le film a reçu le Grand Nile Prize au Luxor African Film Festival et dix nominations aux Africa Movie Academy Awards.